# سباستین دان
سباستین دان (انگلیسی: Sebastian Dunn) بازیگر تئاتر، سینما و تلویزیون اهل بریتانیا است.
از فیلم‌ها یا مجموعه‌های تلویزیونی که وی در آن‌ها نقش داشته است، می‌توان به پیکان و دانتون ابی اشاره نمود.